# کاساداگا (فلوریدا)
کاساداگا (به انگلیسی: Cassadaga) یک منطقهٔ مسکونی در ایالات متحده آمریکا است که در شهرستان ولوسیا، فلوریدا واقع شده‌است.